# 学生野球
学生野球（がくせいやきゅう）とは、その国における大学、高等学校およびそれら準ずる学校法人組織に所属する野球部が主体となって開催される野球競技の一般呼称である。日本において狭義の意味で大学野球のことを示すことがあるが、日本国内の一般的な扱いは運営組織の構成上の関係から、大学野球と高校野球を合わせたものを呼ぶ。

## 概略
この記事では日本国内の状況について解説する。
先ず日本語の語彙解釈の点から解説すれば、学生とは一般的に大学生のことを表し、生徒は一般的に高校生のことを表すと定義されているが、学生とは大学生のみを表す（高校生は学生ではない）という定義は一切されておらず、その観点から日本においては大学野球と高校野球を統括する組織を日本学生野球協会と命名し位置づけている。（尚、日本では戦後における中学野球以下に関しては少年野球・学童野球という位置づけで捉えている。）
運営する組織体系の観点から説明すれば前述の定義になるが、広義の点から言えば戦前から終戦直後にかけての旧学制による高等学校野球、専門学校野球、師範学校野球も学生野球であり、戦後の学制改革を経た新学制による専門学校、専修学校、各種学校にもクラブ活動における野球部は存在するため学生野球である事には変わりない。運営組織の体系上で日本学生野球協会がそれらを対象としないだけである。
以上の定義解説を踏まえたうえで、日本において一般的には運営組織の構成を前提にする場合が多い。したがって、あくまで学生野球とは、大学野球と高校野球を合わせたもの（但し特例があるので詳細は後述の他の団体との関連についての記述を参照）であり、その他の各種学校法人の生徒・学生がクラブ活動で行なわれる野球競技活動とは区別する場合が殆んどであると考えたほうが無難である。あえて同用語を使用してその他の学生野球を解説・紹介する場合は、その歴史的経緯や現場での運用現状を理解したうえで特記などを用いて解説するのが望ましい。

## 沿革
※野球部の創部に関して歴史的な資料価値の観点から創成期（大正期以前）のみを記載対象。（その他のチームについては他の当該資料を参照の事。）また、校名は当時の校名ではなく現在の校名で統一する。

### 明治期（1868〜1911）
- 1872年 第一大学区第一番中学（後の旧制一高）でアメリカ人教師ホーレス・ウィルソンが学生たちに教えたのが日本における野球の始まり。
- 1883年 青山学院の野球部が創部
- 1884年 岐阜高校の野球部が創部（※当時旧制中学）
- 1885年 明治学院の野球部が創部[1]
- 1888年 慶大の野球部が創部
- 1889年 学習院、同志社大の野球部が創部
- 1890年 安積高校の野球部が創部（※当時旧制中学）
- 1894年 秋田高校の野球部が創部（※当時旧制中学。年代には諸説あり。）
- 1895年 関西高校の野球部が創部（※当時旧制中学）
- 1898年 京都帝大の野球部が創部
- 1899年 関西学院の野球部が創部
- 1901年 早大の野球部が創部
- 1903年 第1回早慶戦開始。
- 1903年 神戸大の野球部創部
- 1906年 早慶戦が中止。一高三高定期戦が開始。
- 1906年 大阪大の野球部が創部
- 1909年 立大の野球部が創部
- 1910年 明大、東京農大の野球部が創部

### 大正期（1912〜1925）
- 1914年 早慶を明大が仲立ちし三大学リーグが開始。（以後加盟校が次第に増加。早慶戦は1925年まで復活せず。）
- 1915年 法大、関西大の野球部が創部
- 1915年 上智大の野球部が創部
- 1915年 8月、全国中等学校優勝野球大会開始。（主催は大阪朝日新聞（現：朝日新聞））
- 1916年 大阪市大の野球部が創部
- 1917年 当時の関西地域の有力校8校により関西学生野球連盟（初代）を設立。（数年後には解散。）
- 1917年 大阪歯大の野球部が創部
- 1919年 東大の野球部が創部
- 1920年 國學院大の野球部が創部
- 1922年 大阪外大、一橋大の野球部が創部
- 1923年 後の近畿学生野球リーグの母体になる官立三校野球連盟（神戸大、大阪大の前身3校）が創設。
- 1923年 日大野球部が創部
- 1924年 4月、選抜中等学校野球大会開始。（主催は大阪毎日新聞（現：毎日新聞））
- 1924年 全国高等専門学校野球大会が開始。（主催は東京、京都、東北、九州の四帝国大学。大阪朝日新聞社が後援で各帝国大学所在地で予選、地区代表ームで優勝戦。）
- 1924年 8月、阪神甲子園球場が落成。両大会とも同球場で実施されることになる。
- 1924年 東洋大[2]、和歌山大の野球部が創部
- 1925年 東京六大学野球連盟を結成。リーグ戦を開始。早慶戦が再開。
- 1925年 専修大、立命館大、高野山大の野球部が創部

### 昭和期（1926〜1988）
- 1926年 明治神宮野球場が落成。
- 1927年 1923年創設の官立野球連盟が加盟校増加により関西六校野球連盟（初代）に改称。
- 1928年 京都大学専門学校野球連盟から旧制大学が独立し京都五大学野球連盟を設立。
- 1928年 関西六校野球連盟（初代）が加盟増により関西学生野球連盟（名称としては2代目）に改称。
- 1929年 後の関西六大学リーグの母体になる三大学対校戦（関大、同大、京大）が開始。
- 1930年 中央大の野球部が創部[3]
- 1931年 春に東都大学野球連盟（当時は五大学野球連盟）、秋に関西六大学野球連盟（旧連盟。当時は名称としては2代目の関西六校野球連盟）が創設し、それぞれリーグ戦を開始。
- 1935年 全国高等専門学校野球大会が高等学校と専門学校に分離。（全国高等学校野球連盟と、全国専門学校野球連盟を設立。）
- 1943年 戦争激化により、全てのスポーツ競技大会の中止・中断、連盟の一時解散を実施。
- 1946年 戦争終了により、各地で連盟活動が再開。（東京六大学野球、東都大学野球、関西六大学野球などが再開。）
- 1946年 2月、全国中等学校野球連盟結成。
- 1946年 12月、日本学生野球協会を設立。
- 1947年 日本学生野球協会結成記念野球大会を開始。（4月）
- 1947年 学制改革に伴い全国中等学校野球連盟を全国高等学校野球連盟へ改称。
- 1947年 全国大学野球連盟と全国新制大学野球連盟がそれぞれ発足。
- 1947年 戦前の関西学生野球連盟所属校が中心になり大阪三大学野球リーグが開始。
- 1947年 全国大学野球王座決定戦を開始。（11月）
- 1947年 東京六大学軟式野球リーグ、東都大学軟式野球リーグ、関西六大学軟式野球リーグが開始。（いずれも現在の準硬式野球リーグ）
- 1948年 加盟校増加により大阪三大学野球リーグを近畿六大学野球連盟に改称。
- 1949年 全日本学生軟式野球連盟を結成。第1回全日本学生軟式野球大会を実施。
- 1950年 日本学生野球憲章制定。
- 1950年 日本社会人野球協会と全日本軟式野球連盟と協力し日本アマチュア野球規則を制定。
- 1950年 全国新制大学野球選手権大会を開始。（7月）
- 1951年 全日本学生軟式野球大会の使用球が準硬式球に変更。（連盟名、大会名はそのまま。）
- 1952年 全国大学野球連盟へ全国新制大学野球連盟を統合する形で全日本大学野球連盟が発足。全日本大学野球選手権大会を開始。（8月）
- 1953年 日本学生野球協会が財団法人として認可
- 1956年 8月、全国高校軟式野球大会（現在の全国高等学校軟式野球選手権大会）開始。
- 1959年 全日本大学選抜軟式野球大会（現在の全日本大学選抜準硬式野球大会）を開始。
- 1961年 関西大学野球連合が発足
- 1964年 本年度を最後に日本学生野球協会結成記念野球大会を廃止。
- 1964年 東都大学野球連盟で分裂騒動。脱退組が首都大学野球連盟を設立。
- 1966年 9月に日本アマチュア野球協会から脱退。
- 1970年 明治神宮野球大会（明治神宮と共催）を開始。
- 1970年 日本社会人野球協会との間で日本アマチュア国際委員会を結成。
- 1972年 日米大学野球選手権大会を開始、全日本選抜チームが出場
- 1973年 全日本大学9ブロック対抗軟式野球大会（現在の全日本大学9ブロック対抗準硬式野球大会）を開始。
- 1978年 全日本学生軟式野球・軟式の部（当時A号球の部）の全国大会が開始。
- 1979年 全日本大学野球連盟が財団法人として認可
- 1982年 関西大学野球連合が解散・再編騒動。既存4リーグを5リーグに再編。
- 1987年 全国大学女子軟式野球連盟（現在の全日本大学女子野球連盟。）の結成。第1回全国大学女子軟式野球選手権大会（現在の全日本大学女子野球選手権大会）を開催。

### 平成期（1989〜）
- 1990年 日本野球連盟と全日本アマチュア野球連盟を結成
- 1991年 全日本アマチュア野球王座決定戦が開始。
- 1991年 全日本学生軟式野球連盟・準硬式の部が全日本大学軟式野球連盟を設立し分離。同、軟式の部も併設。
- 1995年 全日本学生軟式野球連盟の準硬式の部、軟式の部をそれぞれ分離。全日本大学準硬式野球連盟、全日本大学軟式野球連盟が新たに誕生。
- 1997年 全日本アマチュア野球王座決定戦が終了。
- 1997年 8月、第1回全国高等学校女子硬式野球選手権大会を開催
- 2000年 4月、第1回全国高等学校女子硬式野球選抜大会を開催
- 2003年 第1回全国高等学校女子軟式野球選手権大会を開催
- 2005年 世界大学野球選手権大会が開始。

注1：明治学院の野球チームも同時期には既に結成されていた事が確認されているが、年代の確証が得られていないので未記載。（確認可能なのは新制大学としての野球部創部年である1945年のみ）

## 他の競技団体との関わり
全ての学生野球関連の団体（高校・大学、硬式・軟式・準硬式などを問わず）は、他の多くのスポーツ競技連盟とは異なり、直接に日本オリンピック委員会(JOC)や日本体育協会には加盟せず、独自の理念や規範に基づいて運営しているところが殆んどである。総合的な国際競技大会等への参加についての諸問題に関しては、上位に関連別団体との合同で別組織を設立し、そこが加盟団体となることで対処している。

## 学生野球団体と他のアマチュア野球団体との関係
日本の学生野球を含むアマチュア野球界は、長年、社会人野球・大学野球・高校野球・少年野球・学童野球・女子野球・その他の学生野球（専門学校、高専）の団体が複雑に絡み合って発展し、且つ、それぞれが独立して運営されてきた。したがって、学生野球と関連団体の織体系を説明する場合、アマチュア野球界としての関連の中で説明した方が全体の構図としてわかり易く、重複部分も多いので、アマチュア野球の項での当該説明を参照すること。

## その他の関連項目
- 学制
- 全日本野球会議